# Deslizamento de terra em Mocoa
Os deslizamentos de terra em Mocoa ocorreram entre a noite de 31 de março e a madrugada de 1º de abril de 2017. A cidade de Mocoa, capital do departamento do Putumayo, no sul da Colômbia, foi atingida por fortes chuvas que provocaram inundações e deslizamentos de terra, causando a morte de pelo menos 254 pessoas, ferindo mais de 400 e deixando outras 220 desaparecidas, a pior catástrofe da história de Mocoa.

## Histórico
Situado na Cordilheira dos Andes, o departamento de Putumayo é conhecido pelos deslizamentos de terra fatais. O terreno montanhoso da região e as chuvas frequentes tornam-no propenso a tais catástrofes. Durante os primeiros três meses de 2017, a costa noroeste da América do Sul teve chuvas acima da média, causando enchentes mortais no Peru e no Equador.
Durante a virada da noite de 31 de março para 1 de abril, fortes chuvas caíram do outro lado do sudoeste da Colômbia, enquanto a maioria das pessoas estavam dormindo. Segundo os moradores, a chuva ficou mais forte entre às 11:00 e 1 da manhã no horário local. O volume das chuvas chegou a 130 milímetros (5,1 polegadas) durante o ocorrido. Isso fez com que a inundação dos rios Mocoa, Mulato e Sancoyaco causassem deslizamentos de terra e lamas em vários setores da capital do departamento, que provocou a destruição de casas e pontes, além de arrastar veículos que haviam pelo caminho.
Na manhã do dia 2 de abril, a tragédia matou pelo menos 254 pessoas (43 crianças inclusas) deixou mais de 400 feridas (com 167 crianças) e outras 220 estavam desaparecidas. Vinte e dois dos feridos se encontram em "estado de saúde delicado" e transferidos para Neiva. O presidente da Colômbia, Juan Manuel Santos afirma que "trinta por cento da média de chuva mensal caiu em apenas uma noite".

## Consequência das enchentes

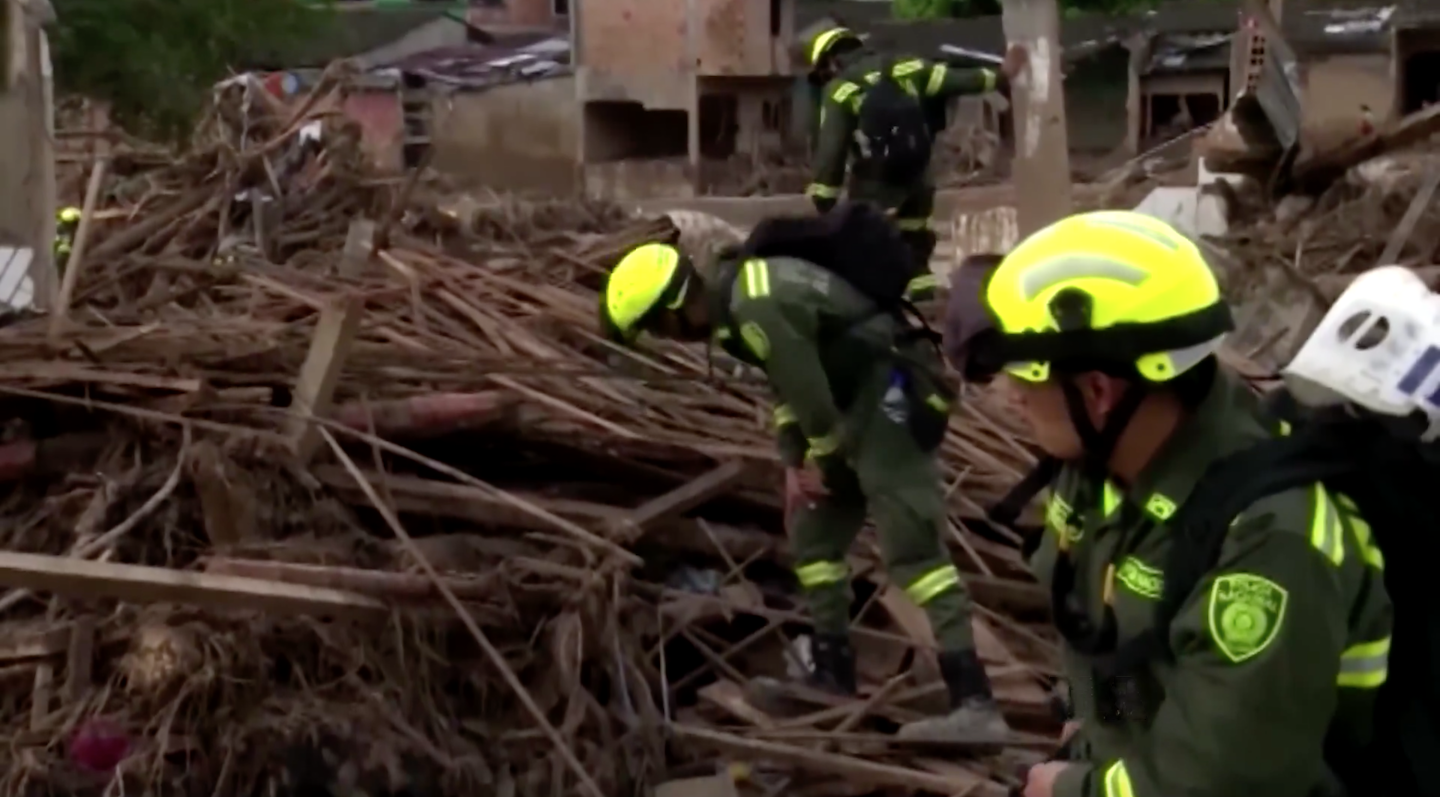
Equipe de resgate na busca de sobreviventes.

O presidente Juan Manuel Santos declarou estado de emergência e disse à imprensa que seu "coração e o de todos os colombianos estão com as vítimas desta tragédia". Mais de 1 100 soldados e policiais foram convocados para ajudar no resgate. Juan Manuel Santos classificou o incidente como "um catástrofe causado pela natureza, pelas  mudanças climáticas". Um necrotério temporário foi instalado, de onde partem as equipes de resgate. A Cruz Vermelha colombiana [en] monta uma sala de crise em resposta ao desastre e convocou uma equipe de quarenta e sete pessoas na busca de desaparecidos e na remoção do material. Hospitais da cidade ficaram lotados com o afluxo de pacientes, e grande parte da área ficou sem energia e água.
Até 2 de abril, mais de dois mil e quinhentas pessoas – incluindo mil e quatrocentos soldados e oitocentos policiais – estavam vasculhando destroços em busca de sobreviventes. O exército disponibilizou sessenta e três viaturas, dez helicópteros, sete barcos e seis aviões para a operação de resgate. Médecins Sans Frontières enviou uma equipe de avaliação ao local do desastre em 2 de abril.

## Reações internacionais
- Alemanha: A chanceler alemã, Angela Merkel, manifestou-se "chocada" com o ocorrido e expressa solidariedade às famílias das vítimas.[18]
- Argentina: O governo argentino expressou sua disposição de ajudar às vítimas e ações para mitigar danos causados pela tragédia.[18]
- Bélgica: O Ministro das Finanças da Bélgica, Didier Reynders, expressou sua solidariedade ao presidente Juan Manuel Santos e ao povo colombiano pelas vítimas das enchentes.[19]
- Brasil: O presidente Michel Temer expressou através de sua conta no Twitter solidariedade às vítimas das chuvas e que Brasil está à disposição do governo colombiano para cooperar no que seja possível.[20]
- China: O governo chinês, chefiado pelo presidente Xi Jinping, anunciou a doação de um milhão de dólares para a ajuda humanitária e manifestou solidariedade ao povo colombiano.[21]
- Dinamarca: O governo da Dinamarca doa $300 000kr para contribuir com os trabalhos humanitários.[22]
- Equador: O governo do Equador, pelo seu presidente Rafael Correa e pelo chanceler Guillaume Long [en], também expressou sua solidariedade à Colômbia e às vítimas após a tragédia.[23]
- Espanha: Os reis da Espanha enviaram uma mensagem de simpatia e condolência.[18]
- França: O presidente François Hollande assegura que o país europeu está pronto para ajudar a Colômbia.[18]
- Irlanda: O presidente Michael D. Higgins escreveu uma carta a Juan Manuel Santos expressando condolências às vítimas dos deslizamentos de terra na região de Putumayo, às suas famílias e a todos os afetados pela tragédia.[24]
- Noruega: O Ministro das Finanças da Noruega, Børge Brende, expressou suas condolências às famílias e amigos das pessoas que perderam suas vidas no deslizamentos de terra.[25]
- Peru: O presidente Pedro Pablo Kuczynski transmitiu sua solidariedade ao povo da Colômbia e tem o apoio do Peru para enfrentar a situação de emergência.[26]
- Vaticano: O papa Francisco disse estar "profundamente triste" e enviou sua mensagem de solidariedade e orações às vítimas.[27]
- Venezuela: O presidente Nicolás Maduro expressa solidariedade às vítimas das chuvas na Colômbia e ofereceu ajuda.[18]